# Grand-Montagne
La Grand-Montagne est le point culminant de l'île de La Désirade dans l'archipel de la Guadeloupe. Il est localisé sur le territoire de la commune de La Désirade au-dessus du village de Beauséjour.

## Géologie
Sommet d'un plateau de 6,5 km de longueur constitué de calcaires coralliens datant du Pliocène, la Grand-Montagne s'élève à 275 mètres.